# Чобун
Чобун (кор. 조분, 助賁, Jobun, Chobun; пом. 247) — корейський правитель, одинадцятий володар (ісагим) держави Сілла періоду Трьох держав.
Був братом дружини вана Нехе. Зайняв трон після смерті останнього 230 року.
Самгук Сагі свідчить, що 231 року Чобун завоював невелику країну Каммунґук. Також за його правління відбувались сутички з Когурьо та Ва.